# Landshøvding (Grønland)
 For alternative betydninger, se Landshøvding (flertydig). (Se også artikler, som begynder med Landshøvding)
Landshøvding (grønlandsk: Naalagaq) var titlen på den øverste danske embedsmand i Grønland fra 1951 til 1979.
Ved nyordningen i henhold til lov af 27. maj 1950 blev de to landsfogedembeder afskaffet og den centrale ledelse i Grønland henlagt til en landshøvding for hele landet, der ud over at fungere som det grønlandske landsråds formand også fik ansvar for landsrådets og kommunalbestyrelsernes forvaltning, bolig- og erhvervsstøtte, personale- og lønspørgsmål samt vedrørende administrationen af de forskellige institutioner inden for politi og retspleje, Grønlands kulturelle råd, socialvæsen , sundhedsvæsen, skolevæsen, radiofoni og lignende.
Med indførelsen af Grønlands hjemmestyre 1. maj 1979 i henhold til hjemmestyreloven overtog Rigsombudsmanden de funktioner, der hidtil var varetaget af landshøvdingen over Grønland - dog med visse ændringer ifølge hjemmestyreloven § 20, stk. 2.

## Landshøvdinge[9]
- P.H. Lundsteen (1951-54)
- N.O. Christensen (1955-56)
- P.H. Lundsteen (1957-60)
- Finn Nielsen (1961-62)
- N.O. Christensen (1963-72)
- Hans J. Lassen (1973-79)